# Xã Fitchville, Quận Huron, Ohio
Xã Fitchville (tiếng Anh: Fitchville Township) là một xã thuộc quận Huron, tiểu bang Ohio, Hoa Kỳ. Năm 2010, dân số của xã này là 1.056 người.